# Centreerwinkelhaak
Een centreerwinkelhaak is een controlegereedschap dat onder meer gebruikt wordt bij het centreren en aftekenen van het middelpunt bij ronde schijven en assen.
Het is een soort winkelhaak die voorzien is van een derde 'been' onder een hoek van 45 graden. Dit derde been is uitgevoerd als liniaal en meestal voorzien van een mm-indeling. Het afschrijven van het middelpunt geschiedt door de centreerwinkelhaak tegen de omtrek van het ronde voorwerp te plaatsen, en langs de liniaal een lijn te trekken. Hetzelfde doet men kruisgewijs op andere plaatsen. Daar waar de lijnen elkaar snijden bevindt zich het middelpunt.